# Референдум о независности Каталоније 2017.
Референдум о независности Каталоније 2017. (шп. Referéndum de independencia de Cataluña de 2017, кат. Referèndum sobre la independència de Catalunya 2017) је једнострани референдум који су регионалне власти шпанске аутономне заједнице Каталоније одржале у недељу 1. октобра 2017. године уз активно противљење централних шпанских власти у Мадриду. Регионалне власти састављене од сепаратистичких партија Junts pel Sí и Candidatura d'Unitat Popular изгласале су закон о референдуму који прописује како ће његов резултат бити обавезујући и са обичном већином без обзира на проценат излазности бирача на бирачка места. Опозиционе партије у покрајини су одбиле да учествују у заседању скупштине приликом гласања о закону и позвале су своје гласаче да у референдуму не учествују, осим партије Catalunya Sí que es Pot која се суздржала од гласања, али подржава учествовање у референдуму.
Закон који су регионалне власти изгласале нелегалан је према Статуту о аутономији Каталоније који захтева двотрећинску већину (квалификовану уместо обичне већине од 50%+1 глас) за било коју промену у статусу Каталоније. Референдум као такав, је спроведен само на делу територије, а не на целој територији Шпаније, и као такав је у супротности са Уставом Шпаније. Референдум је проглашен правно неважећим одлуком Уставног суда Шпаније већ 7. септембра, уз најаву регионалних власти да ће ту одлуку да игноришу осигуравши себи подршку од 750 од 948 општина у Каталонији, укључујући и делимичну подршку у главном и највећем граду покрајине Барселони. Ова одлука је регионалних власти довела до уставне кризе у Шпанији и до покретања полицијске операције Анубис са циљем да се онемогући спровођење референдума.
Влада Шпаније се уз процедуралне замерке и начело противи одржавању овог референдума истичући да шпански устав из 1978. године не дозвољава гласање о независности било којег дела земље. Влада се противи и одржавању таквог референдума без њеног претходног пристанка. Савет гараната каталонског статута слаже се са интерпретацијом централних власти. Са друге стране, Влада Каталоније позива се на право народа на самоопредељење, категорију коју одређени међународни документи спомињу, али не иду даље од тога дефинишући када и како се она може применити. Каталонске власти су за своје захтеве покушале да придобију подршку међународних субјеката, али су у тим настојањима били неуспешни, нарочито у европском контексту где су у правилу изнесени суздржани ставови како се ради о унутрашњем питању Шпаније.

## Догађаји на југоистоку Европе
Регионална влада Каталоније је у августу 2017. именовала Ерика Хаука, некадашњег ратног дописника из Сарајева, за свог првог амбасадора у Хрватској. Каталонска влада отворила је делегацију у Загребу као своју укупно 12. делегацију у свету два месеца пре референдума о независности од Шпаније са циљем придобијања међународне подршке за овај процес. Делегација има задатак да заговара шпанске интересе у балканским земљама Хрватској, Србији, Босни и Херцеговини, Албанији, Косову, Македонији и Црној Гори. Аутономашка Лига социјалдемократа Војводине је уочи најављеног референдума на својим просторијама истакла заставе Каталоније. Још 2013. године навијачи косовског фудбалског клуба Косово из Вучитрна су приликом утакмице против клуба Лирија истакли транспарент “Catalonia is not Spain” (Каталонија није Шпанија), као одговор на транспарент “Косово је Србија” који се појавио на утакмици између Реал Мадрида и Атлетико Мадрида. Шпанија је једна од 5 земаља чланица Европске уније која не признаје Косово.

## Реакције на референдум

### Домаће
- Баскија: Сепаратистичка и терористичка организација ЕТА објавила је изјаву у новинама Гара која истиче: „Шпанска држава је тамница народа, што се доказује и у негирању националног идентитета каталонских крајева. Шпанска држава је и тамница демократије јер се обрушила на права Каталонаца“.

### Земље чланице УН-а
- Француска: 16. јуна француски председник Емануел Макрон је изјавио да питање каталонске независности сматра унутрашњим питањем Шпаније.
- Мађарска: 18. септембра портпарол мађарске владе Золтан Ковач изјавио је да ће Мађарска „поштовати вољу народа“, али је истом приликом и рекао како се ради о „унутрашњем питању Шпаније и Каталоније“ не наводећи експлицитно намерава ли његова влада да призна Каталонију у случају успешног спровођења референдума и већинског гласања за независност.[15][16]
- Немачка: 8. септембра Штефан Зајберт, портпарол канцеларке Ангеле Меркел, изјавио је да је Немачка заинтересована за стабилност у Шпанији и да је зарад тога неопходно да се поштује закон, укључујући и Устав Шпаније, на свим нивоима. Немачка влада је сличну изјаву дала још 2015. године.
- САД: 13. априла америчка амбасада у Мадриду издала је изјаву којом истиче да је питање независности Каталоније унутрашње питање Шпаније. Картеров центар је изјавио да неће бити укључен у активности везане уз референдум. 26. септембра председник Доналд Трамп је за време сусрета са шпанским премијером Маријаном Рахојем рекао: „Шпанија је сјајна држава и она треба да остане уједињена“, али је изрекао сумњу хоће ли референдум да се одржи рекавши :„мислим да нико не зна хоће ли они имати гласање. Председник ће вероватно рећи да они неће имати гласање. Али ја мислим да би народ био веома против тога“. Раније истог месеца портпаролка Стејт департмента Хизер Нојерт је изјавила како је референдум унутрашње питање Шпаније и како ће САД „сарађивати са сваком влашћу или ентитетом који из њега произађе“.
- Словенија: Портпарол словенског парламента Милан Брглез изјавио је да „Каталонци имају право на самоопредељење“.[17] Словенски премијер Миро Церар је након одређеног референдума изјавио да је ”забринут”.[18]
- Србија: Министар спољних послова Републике Србије Ивица Дачић је поводом Каталонског референдума о независности изјавио да је став Републике Србије јасан и принципијелан и да неће признати независност Каталоније јер је Шпанија Србији један од највећих пријатеља.[19] У интервјуу за немачки DW, министар иностраних послова Србије Ивица Дачић је одговарајући на питање о Косову истакао како су за Србију неприхватљива једнострана проглашења независности, истичући како се такви инциденти могу догодити и на другим местима наводећи Каталонију као пример.[20] Такође је истакао како Каталонија жели да направи исто што и Косово проглашавајући независност без икаквога договора са Мадридом.[20]

### Остали субјекти
- Република Српска: Председник Републике Српске Милорад Додик најавио је да ће суспендовати референдум о Суду и Тужилаштву Босне и Херцеговине рекавши „Каталонија је јача од РС-а, па не може да организује референдум“.[21]
- Шкотска: 16. септембра, секретарка шкотске владе за инострана питања (де факто министарка иностраних послова) Фијона Хyслоп је изјавила: „Олука о будућности Каталоније је на људима који тамо живе, и каталонска и шпанска влада имају пуно право да заузму став који желе по питању независности. Ипак, сви народи имају пуно право на самоопредељење и да одаберу облик власти који најбоље одговара њиховим потребама. То је принцип који је уписан у Повељи Уједињених нација.“
- Сиријски Курдистан: 29. септембра де факто владајући леви Покрет за демократско друштво изразио је подршку референдуму.

### Међународне организације
- Уједињене нације: Уједињене нације одбиле су захтев да учествују у мониторингу референдума.[22]